# Pommelien Thijs

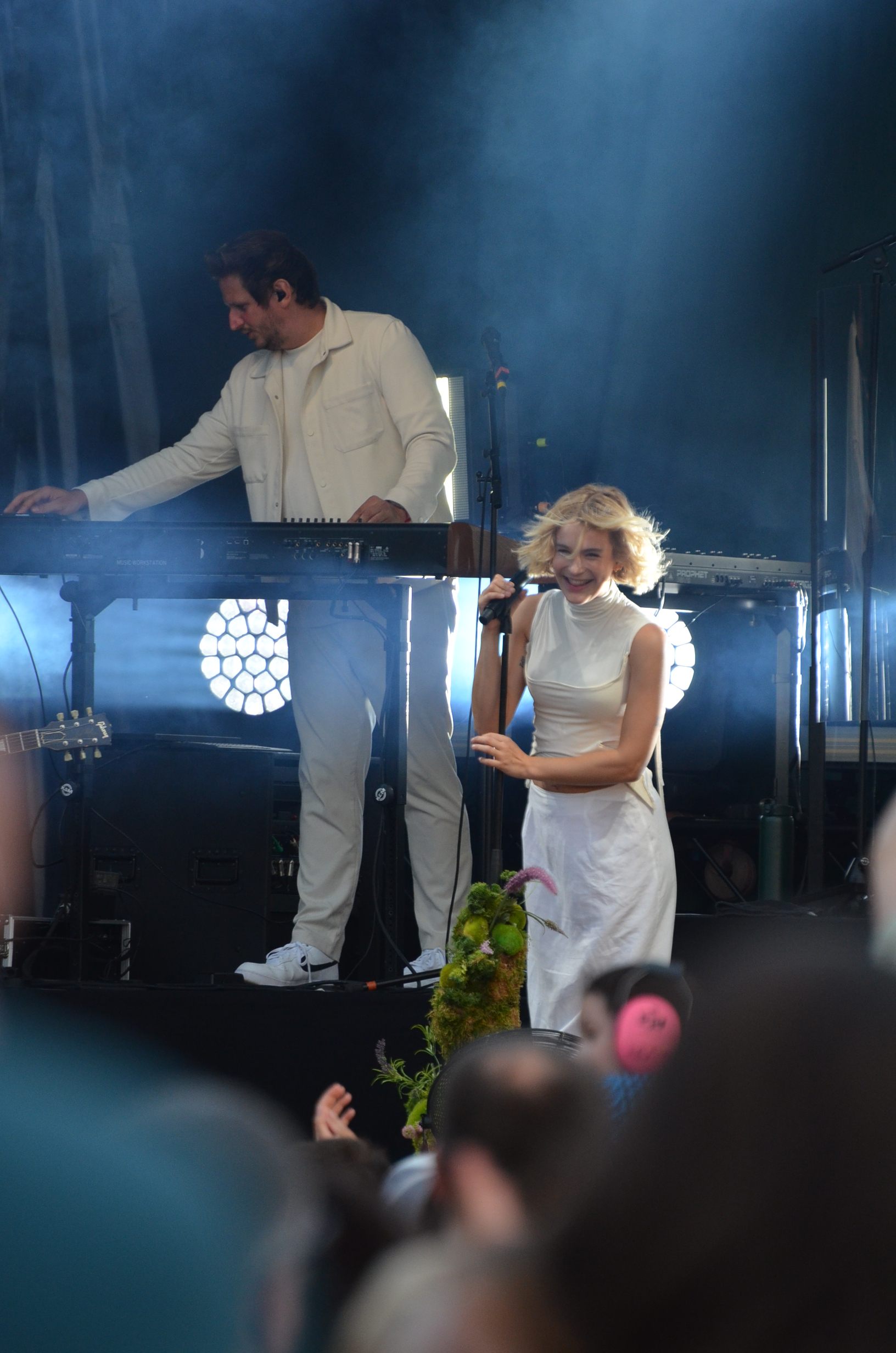
Pommelien Thijs (10 augustus 2024)

Pommelien Thijs (Kessel, 4 april 2001) is een Belgische actrice en zangeres. Thijs werd bekend als actrice, met hoofdrollen in de Ketnet-serie #LikeMe en de VRT-Netflixserie Knokke Off. Naast haar carrière als actrice, is ze ook actief als zangeres en staat ze bekend om haar publieke verschijningen in zelf ontworpen, vaak geüpcyclede, kledij.

## Biografie

### 2011-2015: Beginjaren
Thijs maakte haar tv-debuut op haar negende in het programma Ketnet Kookt. In 2011 was ze een van de vijf reporters in het Ketnetprogramma De Zoo-reporters. In 2012 vertolkte ze de rol van kleine Karen Damen tijdens de show K3 in concert: Live in Ahoy. 
In 2012-2013 deed ze mee aan "Op zoek naar Annie". Hierin werd gestreden om de hoofdrol in de musical Annie. Thijs won en mocht de hoofdrol Annie spelen samen met Lotte De Clerck in de Stadsschouwburg Antwerpen en Capitole in Gent. In 2013 was ze, samen met Remi De Smet, de presentatrice van Jij Kiest!. In dit programma werd gezocht naar een nieuw gezicht voor de toenmalige televisiezender VTMKzoom. In 2014 speelde zij de rol van Miranda in de film Labyrinthus. Een jaar later verscheen Thijs als Laura Demuynck in een aflevering van de televisieserie Vriendinnen. Tevens sprak zij dat jaar de stem in van Cathy voor de film Piepkuikens (Les Oiseaux de Passage).

### 2019-2023: Doorbraak
In 2019 vertolkte Thijs de hoofdrol in de televisieserie #LikeMe, waarin zij het personage Caroline (Caro) Timmers voor haar rekening nam. Op 7 april 2019 gaf zij samen met de hele cast van #LikeMe twee concerten in de Lotto Arena, gevolgd door een concerttournee in diverse Vlaamse steden en gemeenten.
In 2020 speelde Thijs de rol van Ella, het buurmeisje in de Vlaamse kerst- en familiefilm De Familie Claus. Voor deze film schreef en zong zij ook de titelsong Still Here in. In 2021 kwam het vervolg De Familie Claus 2 uit en in 2022 werd De Familie Claus 3 uitgebracht waarin ze haar rol van Ella hernam. 
Eind 2020 zong ze met Jaap Reesema het duet Nu wij niet meer praten. De 19-jarige Thijs was hiermee de jongste Vlaamse zangeres ooit die in Nederland en Vlaanderen een nummer 1-hit had. Voor dit nummer behaalde ze in België dubbelplatina en in Nederland diamant. Na haar succes met haar debuutsingle Nu wij niet meer praten tekende ze op 21 oktober 2021 een platencontract bij Sony Music Entertainment. Op 19 november 2021 bracht ze haar eerste solosingle Meisjes van honing uit.
Op 9 en 10 april 2022 stond ze samen met #LikeMe vier keer in een uitverkocht Sportpaleis in Antwerpen. Later op 8 en 9 april 2023 stond ze opnieuw samen met #LikeMe vier keer in een uitverkocht Sportpaleis (Antwerpen) en op 13 en 14 januari 2024 stond ze voor de allerlaatste keer samen met #LikeMe op het podium. Op 15 april 2022 bracht Thijs haar single Ongewoon uit waar in de videoclip Flo Windey te zien was. Dit was haar tweede nummer 1-hit in Vlaanderen. Voor het nummer won Thijs een Music Industry Awards voor 'Hit van het jaar'.
In april 2023 werd aangekondigd dat Pommelien Thijs een van de nieuwe coaches is in The Voice Kids. Haar teamlid Sikudhani werd in november dat jaar tot winnares bekroond.
In mei 2023 vertolkte Thijs de hoofdrol in de fictie-reeks Knokke Off. Deze serie was te zien op Eén/VRT MAX in België en op Netflix in Nederland. Sinds 7 december is Knokke Off wereldwijd te bekijken via Netflix, onder de titel "High tides". Later werd aangekondigd dat de reeks een tweede seizoen kreeg. Die liep vanaf 5 januari 2024 op VRT 1 en vanaf januari 2025 op Netflix. Op 18 mei 2023 bracht Thijs Kleine tornado uit, een duet samen haar zus Kaat Thijs. 

### 2023-nu: Debuutalbum en eerste twee clubtours
Op 23 juni 2023 bracht Pommelien Thijs haar debuutalbum Per ongeluk uit, waarop o.a. Erop of eronder staat. Het album kwam binnen op de eerste plaats van de Ultratop 200 Albums (Vlaanderen) en op de 18e plaats in de Nederlandse Album Top 100. Eind juli 2023 stond zowel het debuutalbum als de single Erop of eronder op de eerste plek van de Vlaamse Ultratop hitlijsten. Dat gebeurde hierna nog een keer. Met Erop of eronder won ze Radio 2 Zomerhit. Het album Per ongeluk was het bestverkochte album van 2023 in Vlaanderen. Voor het album behaalde ze in België platina. Op 22 november 2023 kwam er een nieuwe single uit: Medeplichtig. Exact een maand later bracht Thijs een samenwerking uit samen met Bazart met Hou mij vast.
In 2024 trok Thijs met haar eerste clubtour genaamd "Entertainment tour" door verschillende zalen in België en Nederland. Op 21 februari 2024 bracht ze een nieuwe single uit in samenwerking met de VRT en de Vlaamse overheid: Het beste moet nog komen. Het lied gaat over verkeersveiligheid en over hoe afgeleid worden door je gsm grote gevolgen kan hebben. Bij de single volgde ook meteen een videoclip. Deze single werd haar vierde nummer 1-hit in Vlaanderen en dat al direct in de eerste week van de binnenkomst van de single in de Ultratop 50 Singles. 
In juni 2024 stond ze op Pinkpop en op Concert At Sea. Twee maanden later stond ze op de mainstage van Pukkelpop. Op 10 oktober 2024 bracht Thijs een samenwerking uit met MEAU: Het midden. De single debuteerde op de eerste plaats in de Vlaamse Ultratop. Dit werd haar vijfde nummer 1-hit in Vlaanderen. In de Nederlandse Top 40 kwam het binnen op de 35e positie en in de Single Top 100 op de 60ste plek.
In 2025 treedt Thijs, in het kader van haar "Meer Entertainment Tour", negen keer op in een uitverkochte AB. Daarmee verbreekt ze het vorige record van de rockband dEUS, die acht keer voor een uitverkochte AB stond. Daarnaast staan ook vier shows in Nederland op de planning.
Op 21 maart 2025 kwam haar single Atlas uit, waarmee ze de week erna op de nummer 1-positie in de Ultratop 50 binnenkwam. Dit was haar zesde nummer 1-hit in Vlaanderen, en tevens ook haar derde single op rij die op de 1e positie terechtkwam. In Nederland kwam het nummer binnen op de 15e positie in de Single Top 100. In de lijst van de Nederlandse Tipparade van de Top 40 stond Atlas eerst op plaats 29 en daarna op 14. De week daarop kwam hij definitief binnen in de Nederlandse Top 40 met een plaats 18 en stootte door naar plaats 9. 
Op 11 april 2025 kwam haar single Tegenwoordige tijd uit. De single kwam speciaal uit op de dag vóór Record Store Day waar Thijs de Belgische ambassadeur van 2025 van was.
Op 6 juli 2025 maakte ze haar debuut op het Belgische festival Rock Werchter. Als derde act van de zondag, speelde ze volgens recencenten 's middags al de Main Stage plat. Zelf zei ze na 'Erop Of Eronder' dat ze het "niet normaal" vond om op Rock Werchter te spelen. 

## Filmografie
| Televisieprogramma | Televisieprogramma          | Televisieprogramma      | Televisieprogramma               |
| Jaar               | Titel                       | Rol                     | Opmerkingen                      |
| ------------------ | --------------------------- | ----------------------- | -------------------------------- |
| 2010               | Ketnet Kookt                | Zichzelf                | Kandidate                        |
| 2011               | De Zoo-reporters            | Zichzelf                | Reporter                         |
| 2012               | K3 in concert: Live in Ahoy | kleine Karen Damen      | Nevenrol                         |
| 2012               | Op zoek naar Annie          | Zichzelf                | Kandidate                        |
| 2013               | Jij Kiest!                  | Zichzelf                | Presentatrice                    |
| 2023               | The Voice Kids              | Zichzelf                | Coach                            |
| 2024               | De Expeditie: Groenland     | Zichzelf                |                                  |
| Televisieserie     |                             |                         |                                  |
| Jaar               | Titel                       | Rol                     | Opmerkingen                      |
| 2014               | Vermist                     | Rebecca Koopman (jong)  | Gastrol aflevering S5E10 'Jimmy' |
| 2015               | Vriendinnen                 | Laura Demuynck          | Gastrol                          |
| 2019-2024          | #LikeMe                     | Caroline "Caro" Timmers | Hoofdrol                         |
| 2021-2022          | Lisa                        | Babette Vincke          | Nevenrol                         |
| 2023-heden         | Knokke Off                  | Louise Basteyns         | Hoofdrol                         |
| Film               |                             |                         |                                  |
| Jaar               | Titel                       | Rol                     | Opmerkingen                      |
| 2014               | Labyrinthus                 | Miranda                 | Nevenrol                         |
| 2015               | Piepkuikens                 | Cathy                   | Stemrol                          |
| 2020               | De Familie Claus            | Ella                    | Nevenrol                         |
| 2021               | De Familie Claus 2          | Ella                    | Nevenrol                         |
| 2022               | De Familie Claus 3          | Ella                    | Nevenrol                         |
| 2025               | Patsers                     | Femke Vermaelen         | Rol                              |
| Musical            |                             |                         |                                  |
| Jaar               | Titel                       | Rol                     | Opmerkingen                      |
| 2012-2013          | Annie                       | Annie                   | Hoofdrol                         |

## Discografie

### Albums
| Album met hitnotering(en) in de Vlaamse Ultratop 200 albums | Datum van verschijnen | Datum van binnenkomst | Hoogste positie | Aantal weken | Opmerkingen                      |
| ----------------------------------------------------------- | --------------------- | --------------------- | --------------- | ------------ | -------------------------------- |
| Per ongeluk                                                 | 23 juni 2023          | 1 juli 2023           | 1(11wk)         | 102*         | Bestverkochte album 2023 Platina |
| Per ongeluk live                                            | 21 juni 2024          | 29 juni 2024          | 1(1wk)          | 45           | Livealbum                        |
| Gedoe                                                       | 3 oktober 2025        |                       |                 |              |                                  |

| Album met eventuele hitnotering(en) in de Nederlandse Album Top 100 | Datum van verschijnen | Datum van binnenkomst | Hoogste positie | Aantal weken | Opmerkingen |
| ------------------------------------------------------------------- | --------------------- | --------------------- | --------------- | ------------ | ----------- |
| Per ongeluk                                                         | 23 juni 2023          | 1 juli 2023           | 18              | 1            |             |

### Singles
| Single met hitnotering(en) in de Vlaamse Ultratop 50 | Datum van verschijnen | Datum van binnenkomst | Hoogste positie | Aantal weken | Opmerkingen |
| ---------------------------------------------------- | --------------------- | --------------------- | --------------- | ------------ | --- |
| Nu wij niet meer praten                              | 09-10-2020            | 17-10-2020            | 1(1wk)          | 31           | met Jaap Reesema / Nr. 1 in de Radio 2 Top 30 Nr. 1 in de Q-Top 40 / Nr. 1 in de MNM 50 / Nr. 1 (18wk) in de Vlaamse top 30 van Ultratop Q-Topschijf / MNM Big Hit / Dubbelplatina |
| Tranen                                               | 05-03-2021            | 13-03-2021            | 14              | 9            | met Kris Kross Amsterdam & Kraantje Pappie MNM Big Hit / Goud |
| Meisjes van honing                                   | 19-11-2021            | 27-11-2021            | 17              | 18           | Nr. 2 in de Vlaamse top 30 van Ultratop MNM Big Hit |
| Ongewoon                                             | 15-04-2022            | 23-04-2022            | 1(1wk)          | 29           | Nr. 1 (11wk) in de Vlaamse top 30 van Ultratop / Nr. 1 in de Radio 2 Top 30 / Nr. 1 in de MNM 50 MNM Big Hit                                                                       |
| Wat Een Idee!?                                       | 15-09-2022            | 24-09-2022            | 3               | 12           | Nr. 1 (4wk) in de Vlaamse top 30 van Ultratop / Nr. 1 in de MNM 50 Q-Topschijf / MNM Big Hit                                                                                       |
| Zilver                                               | 1-12-2022             | 11-12-2022            | 6               | 17           | Nr. 2 in de Vlaamse top 30 van Ultratop MNM Big Hit |
| Hypothetisch                                         | 30-03-2023            | 10-04-2023            | 18              | 7            | Nr. 3 in de Vlaamse top 30 van Ultratop MNM Big Hit |
| Kleine tornado                                       | 18-05-2023            | 3-06-2023             | 38              | 1            | met Kaat Thijs / Nr. 7 in de Vlaamse top 30 van Ultratop |
| Erop of eronder                                      | 08-06-2023            | 18-06-2023            | 1(6wk)          | 44           | Nr. 1 (15wk) in de Vlaamse top 30 van Ultratop / Nr. 1 in de Radio 2 Top 30 / Nr. 1 in de MNM 50 MNM Big Hit / Zomerhit 2023                                                       |
| Medeplichtig                                         | 22-11-2023            | 03-12-2023            | 5               | 17           | Nr. 1 in de Vlaamse top 30 van Ultratop MNM Big Hit / Q-Topschijf Platina |
| Hou mij vast                                         | 23-12-2023            | 31-12-2023            | 4               | 21           | met Bazart / Nr. 1 (4wk) in de Vlaamse top 30 van Ultratop MNM Big Hit Platina |
| Het beste moet nog komen                             | 21-02-2024            | 03-03-2024            | 1(1wk)          | 16           | Nr. 1 (11wk) in de Vlaamse top 30 van Ultratop / Nr. 1 in de Radio 2 Top 30 / Nr. 1 in de MNM 50 MNM Big Hit / Q-Topschijf Platina                                                 |
| Het midden                                           | 10-10-2024            | 20-10-2024            | 1(4wk)          | 29           | met MEAU / Nr. 1 (10wk) in de Vlaamse top 30 van Ultratop / Nr. 1 (6wk) in de Radio 2 Top 30 / Nr. 1 in de Q-Top 40 MNM Big Hit / Q-Topschijf                                      |
| Atlas                                                | 21-03-2025            | 30-03-2025            | 1(17wk)         | 21*          | Nr. 1 (18wk) in de Vlaamse top 30 van Ultratop / Nr. 1 in de Radio 2 Top 30 / Nr. 1 in de Q-Top 40 MNM Big Hit / Q-Topschijf                                                       |
| Tegenwoordige tijd                                   | 11-04-2025            | 20-04-2025            | 31              | 4            | Record Store Day nummer |
| Ben je klaar?                                        | 15-08-2025            |                       |                 |              | |

| Single met eventuele hitnotering(en) in de Nederlandse Top 40 | Datum van verschijnen | Datum van binnenkomst | Hoogste positie | Aantal weken | Opmerkingen |
| ------------------------------------------------------------- | --------------------- | --------------------- | --------------- | ------------ | --- |
| Nu wij niet meer praten                                       | 30-10-2020            | 14-11-2020            | 1 (1wk)         | 23           | met Jaap Reesema / Nr. 2 in Single Top 100 / Nr. 1 in de 538 Top 50 Alarmschijf / NPO Radio 2 TopSong / Diamant    |
| Tranen                                                        | 05-03-2021            | 06-03-2021            | tip6            | 4            | met Kris Kross Amsterdam & Kraantje Pappie Nr. 73 in Single Top 100                                                |
| Het midden                                                    | 10-10-2024            | 18-10-2024            | 17              | 11*          | met MEAU / Nr. 33 in Single Top 100 / Nr. 12 in Nederlandse Airplay Top 40 Alarmschijf / 3FM Megahit / Hit van 100 |
| Atlas                                                         | 21-03-2025            | 22-03-2025            | 5               | 20           | Nr. 4 in Single Top 100 3FM Megahit / Hit van 100                                                                  |

### NPO Radio 2 Top 2000
| Nummer met noteringen in de NPO Radio 2 Top 2000 | '21  | '22  | '23  | '24  |
| ------------------------------------------------ | ---- | ---- | ---- | ---- |
| Nu wij niet meer praten (met Jaap Reesema)       | 1352 | 1054 | 1372 | 1466 |

1. ↑  Een vetgedrukt getal geeft de hoogste notering aan.
2. ↑  2021 was het eerste jaar met een notering voor dit nummer.

### VRT Radio 2 Top 2000
| Nummer(s) met noteringen in de VRT Radio 2 Top 2000 | '21 | '22 | '23  | '24  |
| --------------------------------------------------- | --- | --- | ---- | ---- |
| Meisjes van honing                                  | -   | 653 | 705  | 682  |
| Nu wij niet meer praten (met Jaap Reesema)          | 94  | 242 | 137  | 216  |
| Ongewoon                                            | -   | -   | 12   | 47   |
| Wat een idee!?                                      | -   | -   | 1120 | 659  |
| Zilver                                              | -   | -   | 1271 | 635  |
| Medeplichtig                                        | -   | -   | -    | 1587 |
| Erop of eronder                                     | -   | -   | -    | 1610 |
| Hou mij vast (met Bazart)                           | -   | -   | -    | 1966 |

1. ↑  Een getal geeft de plaats aan, een '-' dat het nummer niet genoteerd was en een '?' betekent dat de notering nog niet verwerkt is. Een vetgedrukt getal geeft aan dat dit de hoogste notering betreft.

## Prijzen
| Jaar | Prijs                           | Categorie                                                  | Resultaat   |
| ---- | ------------------------------- | ---------------------------------------------------------- | ----------- |
| 2019 | Het gala van de gouden K's      | Ketnetacteur/actrice van het jaar (#LikeMe)                | Gewonnen    |
| 2019 | Het gala van de gouden K's      | Coole chick van het jaar                                   | Gewonnen    |
| 2020 | Het gala van de gouden K's      | Ketnetacteur/actrice van het jaar (#LikeMe)                | Gewonnen    |
| 2021 | Nickelodeon Kids' Choice Awards | Favoriete Ster België                                      | Gewonnen    |
| 2021 | Het gala van de gouden K's      | Ketnetacteur/actrice van het jaar (#LikeMe)                | Gewonnen    |
| 2021 | Het gala van de gouden K's      | Artiest                                                    | Genomineerd |
| 2021 | Music Industry Awards 2021      | Hit van het jaar 2021 (Nu wij niet meer praten)            | Genomineerd |
| 2021 | Top 40 Awards                   | Beste Alarmschijf Qmusic NL (Nu wij niet meer praten)      | Genomineerd |
| 2022 | Radio 2 Zomerhit                | Zomerhit (Ongewoon)                                        | Genomineerd |
| 2022 | Q-Pop                           | Hit van het jaar Qmusic BE (Ongewoon)                      | Genomineerd |
| 2022 | Het gala van de gouden K's      | Artiest                                                    | Genomineerd |
| 2022 | Het gala van de gouden K's      | Hit van het jaar (Ongewoon)                                | Gewonnen    |
| 2022 | Music Industry Awards 2022      | Doorbraak                                                  | Gewonnen    |
| 2022 | Music Industry Awards 2022      | Nederlandstalig                                            | Genomineerd |
| 2022 | Music Industry Awards 2022      | Solo vrouw                                                 | Gewonnen    |
| 2022 | Music Industry Awards 2022      | Hit van het jaar 2022 (Ongewoon)                           | Gewonnen    |
| 2022 | Music Industry Awards 2022      | Beste videoclip (Ongewoon)                                 | Genomineerd |
| 2022 | Nickelodeon Kids' Choice Awards | Favoriete Ster België                                      | Genomineerd |
| 2023 | Radio 2 Zomerhit                | Zomerhit (Erop of eronder)                                 | Gewonnen    |
| 2023 | Q-Pop                           | Hit van het jaar 2023 (Erop of eronder)                    | Gewonnen    |
| 2023 | Music Industry Awards 2023      | Album (Per ongeluk)                                        | Gewonnen    |
| 2023 | Music Industry Awards 2023      | Artwork (Per ongeluk)                                      | Genomineerd |
| 2023 | Music Industry Awards 2023      | Soloartiest                                                | Gewonnen    |
| 2023 | Music Industry Awards 2023      | Nederlandstalig                                            | Gewonnen    |
| 2023 | Music Industry Awards 2023      | Pop                                                        | Gewonnen    |
| 2023 | Music Industry Awards 2023      | Live Act                                                   | Genomineerd |
| 2023 | Music Industry Awards 2023      | Hit van het jaar 2023 (Erop of eronder)                    | Gewonnen    |
| 2023 | Music Industry Awards 2023      | Beste videoclip (Erop of eronder)                          | Genomineerd |
| 2023 | Music Industry Awards 2023      | Beste auteur/componist                                     | Genomineerd |
| 2023 | Het gala van de gouden K's      | Ketnet-ster van het jaar                                   | Gewonnen    |
| 2023 | Het gala van de gouden K's      | Hit van het jaar (Erop of eronder)                         | Gewonnen    |
| 2023 | Het gala van de gouden K's      | Artiest                                                    | Gewonnen    |
| 2023 | De Ensors                       | Beste Acteerprestatie Hoofdrol - Fictie-Serie (Knokke Off) | Genomineerd |
| 2023 | Kastaars                        | Mediapersoonlijkheid                                       | Genomineerd |
| 2024 | Q-Pop                           | Hit van het jaar 2024 (Het beste moet nog komen)           | Genomineerd |
| 2024 | Humo's Pop Poll                 | Beste zangeres (nationaal)                                 | Gewonnen    |
| 2024 | Humo's Pop Poll                 | Beste actrice                                              | Gewonnen    |
| 2024 | Humo's Pop Poll                 | Beste single (Het beste moet nog komen)                    | Gewonnen    |
| 2024 | Het gala van de gouden K's      | Artiest                                                    | Gewonnen    |
| 2024 | Het gala van de gouden K's      | Teamwork voor Het midden met MEAU                          | Genomineerd |
| 2024 | Music Industry Awards 2024      | Soloartiest                                                | Gewonnen    |
| 2024 | Music Industry Awards 2024      | Pop                                                        | Gewonnen    |
| 2024 | Music Industry Awards 2024      | Nederlandstalig                                            | Gewonnen    |
| 2024 | Music Industry Awards 2024      | Hit van het jaar 2024 (Het beste moet nog komen)           | Gewonnen    |
| 2024 | Music Industry Awards 2024      | Hit van het jaar 2024 (Hou mij vast)                       | Genomineerd |
| 2024 | Music Industry Awards 2024      | Live Act                                                   | Genomineerd |
| 2024 | Music Industry Awards 2024      | Videoclip (Het beste moet nog komen)                       | Genomineerd |
| 2025 | VRT Zomerhit                    | Zomerhit (Atlas)                                           |             |